# Станіславув (Опочинський повіт)
Станіславув (пол. Stanisławów) — село в Польщі, у гміні Парадиж Опочинського повіту Лодзинського воєводства.
Населення — 34 особи (2011).
У 1975-1998 роках село належало до Пйотрковського воєводства.

## Демографія
Демографічна структура станом на 31 березня 2011 року:
|          | Загалом | Допрацездатний вік | Працездатний вік | Постпрацездатний вік |
| -------- | ------- | ------------------ | ---------------- | -------------------- |
| Чоловіки | 15      | 1                  | 12               | 2                    |
| Жінки    | 19      | 2                  | 9                | 8                    |
| Разом    | 34      | 3                  | 21               | 10                   |